# Veloropsis rufoflava
Veloropsis rufoflava är en skalbaggsart som beskrevs av Stefan von Breuning 1969. Veloropsis rufoflava ingår i släktet Veloropsis och familjen långhorningar.
Artens utbredningsområde är Vanuatu. Inga underarter finns listade i Catalogue of Life.